# Manjacaze
Manjacaze es una ciudad capital del distrito de Mandlakazi en la provincia de Gaza, Mozambique (24°43′S 33°53′E / -24.717, 33.883). Tiene unos 161.000 habitantes (2005). Allí vive la escritora en lengua portuguesa Paulina Chiziane.

## Historia
Capital del Estado de Gaza fue fundado por Soshangane (también conocido como Manicusse, 1821-1858) como resultado del Mfecane, un gran conflicto desencadenado entre los zulúes en consecuencia del asesinato de Chaca (o Shaka) en 1828, que culminó con la invasión de grandes áreas de África Austral por ejércitos Nguni. El imperio de Gaza, en su apogeo, abarcaba toda el área costera entre los ríos Zambezi y Maputo.
- Datos: Q3492539
- Multimedia: Manjacaze / Q3492539